# Joseph Plunkett
Joseph Mary Plunkett (en irlandés: Seosamh Máire Pluincéid, 21 de noviembre de 1887 - 4 de mayo de 1916) fue un nacionalista irlandés, republicano, poeta, periodista, revolucionario, líder del Alzamiento de Pascua de 1916 y signatario de la Proclamación de la República de Irlanda. A causa de su participación en el fallido alzamiento fue ejecutado. 

## Biografía
Plunkett nació en el número 26 de la calle Upper Fitzwilliam Street, en uno de los distritos más prósperos de Dublín. Sus dos padres provenían de entornos ricos, y su padre, George Noble Plunkett, había sido nombrado conde papal.
Plunkett contrajo tuberculosis a una edad temprana y pasó parte de su juventud en los climas más cálidos del Mediterráneo y el norte de África. Pasó un tiempo en Argel, donde estudió literatura y lenguaje árabes y compuso poesía en árabe. Fue educado en la Escuela Universitaria Católica (CUS) y por los jesuitas en Belvedere College en Dublín y más tarde en Stonyhurst College, en Lancashire, Inglaterra, donde adquirió algunos conocimientos militares del Cuerpo de Entrenamiento de Oficiales. A lo largo de su vida, Plunkett se interesó activamente por la herencia irlandesa y el idioma irlandés, y también estudió esperanto. Fue uno de los fundadores de la Liga de Esperanto de Irlanda. Se unió a la Liga Gaélica y comenzó a estudiar con Thomas MacDonagh, con quien formó una amistad de por vida. Los dos eran poetas con interés en el teatro, y miembros tempranos de los Voluntarios Irlandeses, uniéndose a su comité provisional. El interés de Plunkett en el nacionalismo irlandés se extendió a toda su familia, especialmente a sus hermanos menores George y John, así como a su padre, quien permitió que su propiedad en Kimmage, al sur de Dublín, fuera utilizada como un campo de entrenamiento para jóvenes que deseaban escapar del servicio militar en Gran Bretaña durante la Primera Guerra Mundial. 

## Participación en la IRB
En algún momento de 1915, Joseph Plunkett se unió a la Hermandad Republicana Irlandesa y poco después fue enviado a Alemania para reunirse con Roger Casement, quien estaba negociando con el gobierno alemán en nombre de Irlanda. La función de Casement como emisario fue autonombrada y, como no era miembro de la IRB, el liderazgo de esa organización deseaba que uno de sus propios contactos se pusiera en contacto con Alemania para negociar la ayuda alemana para un levantamiento al año siguiente. Buscaba (pero no se limitaba a) un envío de armas. Casement, por otro lado, pasó la mayor parte de sus energías reclutando prisioneros de guerra irlandeses en Alemania para formar una brigada para luchar por Irlanda. Algunos nacionalistas en Irlanda vieron esto como un esfuerzo infructuoso, y prefirieron buscar armas. Plunkett consiguió con éxito la promesa de un envío de armas alemán para coincidir con el Alzamiento. 
Según Ernest Blythe, el republicanismo de Plunkett no le impidió sugerir, en una reunión informativa de los organizadores de Voluntarios Irlandeses en enero de 1915, que en ciertas circunstancias sería de interés irlandés que un príncipe católico alemán fuera coronado rey de Irlanda, y nadie le objetó.

## Alzamiento de Pascua
Plunkett fue uno de los miembros originales del Comité Militar del IRB que fue responsable de la planificación del Alzamiento de Pascua, y fue en gran parte su plan lo que se siguió. Poco antes de que comenzara el levantamiento, Plunkett fue hospitalizado después de un empeoramiento de su salud. Tuvo una operación en sus glándulas del cuello días antes de la Pascua y tuvo que salir de la cama para participar en el levantamiento. Todavía vendado, tomó su lugar en la Oficina General de Correos con varios otros líderes, como Patrick Pearse y Thomas Clarke, aunque su salud le impidió ser totalmente activo. Su enérgico ayudante de campo fue Michael Collins. 

## Matrimonio y ejecución
Tras la rendición, Plunkett fue llevado a Kilmainham Gaol, y se enfrentó a una corte marcial. Siete horas antes de su ejecución por un pelotón de fusilamiento a la edad de 28 años, se casó en la capilla de la prisión con su novia Grace Gifford, una protestante convertida al catolicismo, cuya hermana, Muriel, también se casó con su mejor amigo Thomas MacDonagh, quien también fue ejecutado por su papel en el Alzamiento. Grace nunca volvió a casarse. 

## Tras su fusilamiento
Sus hermanos George Oliver Plunkett y Jack Plunkett se unieron a él en el Alzamiento y más tarde se convirtieron en importantes hombres del IRA. El primo de su padre, Horace Plunkett, era un protestante y sindicalista que buscaba reconciliar a sindicalistas y nacionalistas. La casa de Horace Plunkett fue incendiada por el IRA Anti-Tratado durante la Guerra Civil. 

## Homenajes
La estación de tren principal en Waterford City lleva su nombre, al igual que la torre Joseph Plunkett en Ballymun, que desde entonces ha sido demolida. Los cuarteles de Plunkett en el campamento de Curragh, en el condado de Kildare, también llevan su nombre. 

## En la cultura popular
La balada irlandesa «Grace», escrita por Seán y Frank O'Meara, es un monólogo ficticio de Plunkett que expresa su amor a Grace y su amor por la causa de la libertad de Irlanda en las pocas horas previas a su ejecución. La balada ha sido especialmente cubierta por Jim McCann.